# Jarácuaro
Jarácuaro är en ö och en ort i Pátzcuarosjön i Mexiko. Den tillhör kommunen Erongarícuaro i delstaten Michoacán, i den sydvästra delen av landet. Ön är den största i Pátzcuarosjön och hade 2 817 invånare år 2010.